# Tour du Pays du Roumois
Le Tour du Pays du Roumois est une course cycliste française disputée à Saint-Pierre-du-Bosguérard, dans le département de l'Eure. Créée en 2005, cette compétition est organisée par le VC Bourgtheroulde. 
L'édition 2020 est reportée au 9 août en raison de la pandémie de Covid-19. 

## Palmarès
| Année | Vainqueur            | Deuxième         | Troisième           |
| ----- | -------------------- | ---------------- | ------------------- |
| 2005  | Jean-Philippe Yon    | Tony Cavet       | Gaylord Cumont      |
| 2006  | Julien Mesnil        | Tony Cavet       | Gaylord Cumont      |
| 2007  | David Milon          | Tomasz Olejnik   | Frédéric Lecrosnier |
| 2008  | Nicolas Giulia       | Nicolas Suzanne  | Tony Cavet          |
| 2009  | Benoît Daeninck      | Julien Foisnet   | Jocelyn Bar         |
| 2010  | Pierre Drancourt     | Tomasz Olejnik   | Yohann Rigoulay     |
| 2011  | Freddy Bichot        | Klaas Sys        | Léo Fortin          |
| 2012  | Benoît Daeninck      | Pierre Drancourt | Maxime Daniel       |
| 2013  | Olivier Le Gac       | Alexis Gougeard  | Cédric Delaplace    |
| 2014  | Yann Guyot           | David Cherbonnet | Jérémy Cornu        |
| 2015  | Christopher Piry     | Romain Barroso   | Niels Nachtergaele  |
| 2016  | Julien Van Haverbeke | Melvin Rullière  | Pierre Barbier      |
| 2017, | Alexis Caresmel      | Damien Touzé     | Matthieu Garnier    |
| 2018, | Alexandre Billon     | Samuel Leroux    | Dylan Guinet        |
| 2019  | Enzo Anti            | Cédric Delaplace | Jean-Lou Watrelot   |
| 2020  | Adrien Lagrée        | Julien Jamot     | Simon Verger        |
| 2021  | annulé               | annulé           | annulé              |
| 2022  | Célestin Guillon     | Maxime Gressier  | Léandre Huck        |
| 2023, | Julien Jamot         | Léandre Lozouet  | Toby Chatonnet      |
| 2024, | Rayan Boulahoite     | Marius Macé      | Hugo Théot          |